# 臺灣存託憑證
臺灣存託憑證（英語：Taiwan Depositary Receipt，縮寫TDR），又稱「第二上市」，指該企業已經在國外上市，另外在臺灣證券交易所申請上市，以存託憑證掛牌，進行募資。此存託憑證持有者和該公司普通股的投資者享有相同的權利和義務。政府在2008年6月鬆綁台灣存託憑證（TDR）政策，陸續開放香港證交所、韓國交易所上市公司來台發行。2010年3月開放香港紅籌股得來台申請TDR，截至2010年11月底，由原本的4檔新增25檔，產業類別包含食品、航運、整合IT服務商與水資源...等。2011年6月1日起臺灣存託憑證實施公開申購承銷新制。公開申購比率將由現行最高的35％提高到50％，中籤率可望明顯提高。
2011年10月3日起實施盤中暫停交易及盤中恢復交易，讓市場運作達到最適狀態及維護投資人權益。2019年，累計來台籌資TDR的企業，把從台灣集資的資金匯回母國至少將近600億，財信傳媒董事長謝金河在臉書個人主頁張貼文章指出「台灣的投資人高價搶進TDR的，如今都只剩零頭，可用慘不忍睹來形容，這是官僚政策殺人的經典代表作」。

## 臺灣存託憑證代號總表
最新資料詳見公開資訊觀測站－臺灣存託憑證專區 （页面存档备份，存于）
- 臺證所：9103美德向邦醫療國際股份有限公司
- 臺證所：910322康師傅控股有限公司
- 臺證所：910482聖馬丁國際控股有限公司
- 臺證所：9105泰金寶科技股份有限公司
- 臺證所：9106新焦點汽車技術控股有限公司
- 臺證所：910708恆大健康產業集團有限公司
- 臺證所：910801金衛醫療集團有限公司
- 臺證所：910861神州數碼控股有限公司
- 臺證所：9110越南製造加工出口控股有限公司
- 臺證所：911608明輝環球海事有限公司
- 臺證所：911611中國泰山科技集團控股有限公司
- 櫃買中心：911613特藝石油能源有限公司
- 臺證所：911616杜康控股有限公司
- 臺證所：911619HISAKA Holdings Ltd.
- 臺證所：911622聚亨企業集團(泰國)大眾有限公司
- 臺證所：911626華運(中國)控股有限公司
- 臺證所：911868同方友友控股有限公司
- 臺證所：912000晨訊科技集團有限公司
- 臺證所：912398友佳國際控股有限公司
- 臺證所：9136巨騰國際控股有限公司
- 臺證所：9157陽光能源控股有限公司
- 臺證所：9188精熙國際(開曼)有限公司

## 已下市公司
- 910069 新曄科技有限公司
- 9102 東亞科技
- 9104 萬宇科技股份有限公司
- 910579 歐聖集團有限公司
- 910708 新傳媒集團控股有限公司
- 910948 Z-OBEE HOLDINGS LIMITED
- 911201 天臣控股有限公司
- 911602 華豐橡膠（泰國）大眾（股）公司
- 911606 超級集團有限公司
- 911609 揚子江船業(控股)有限公司
- 911610 聯合環境技術有限公司
- 911612 滬安電力控股有限公司
- 9151 中國旺旺控股有限公司
- 913889 大成糖業控股有限公司
- 916665 爾必達

## TDR來臺上市三原則
1. 投資人對投資自負盈虧，但前提是TDR所有的資訊都要允當表達（資訊揭露義務）。
2. TDR與原股的資訊須同步、即時揭露，讓投資人在對等的資訊中公平交易。
3. 台股以散戶居多，TDR更須強化公司治理，讓投資人分享多元化投資。

## 發展困境

### 承銷價失守
2009年以來，有25檔TDR來臺掛牌，但至2011年3月已有13檔跌破承銷價，主要原因是訂價過高，加上掛牌企業知名度不高，財務透明度低。2011年4、5月，因資訊揭露不對等的情況再度浮現，有四家公司被證交所罰款。不少TDR企業因此積極推動臺灣海峽兩岸結盟或來臺設立子公司，以強化知名度。而TDR企業在財務報表與股利政策若能更為透明，也有助於挽回頹勢。

### 溢價發行
前立委孫大千質疑，許多海外企業確定來臺發行TDR後，開始在原股上市地炒作股價，拉高TDR定價，待TDR來臺掛牌時，國內投資人搶進後，股價隨著原股回跌。金管會主委陳裕璋表示，未來TDR上市前，原股價格若異常波動，將延後掛牌。如頂新國際集團魏家以二股TDR換一母股比例，等於以1.9億股的香港康師傅來台增資，這筆錢並非入公司頂新而入魏家帳戶，並讓TDR賣在最高價，大戶獲利，之後股價大跌，坑殺台灣散戶。

### 來源地無法拓展
臺灣資本市場原擬藉由臺灣存託憑證走向國際化，惟除了日本企業爾必達發行TDR上市外，近年來招來上市的公司全部都是華商、台商及中資，造成更多臺灣資金流入中國大陸。2012年2月27日爾必達宣布破產，2月29日爾必達TDR被打入全額交割股，3月28日下市，投資人血本無歸。

### 退堂鼓效應
2011年因投資人不再追價，溢價優勢消失，讓TDR市場產生退堂鼓骨牌效應，多檔TDR掛牌計畫終止、暫緩發行、申請撤件，甚至被主管機關退件。

## 發行缺失
2012年3月立法院預算中心出具的金管會評估報告中，點名TDR發行的缺失：
1. 財報真實性難以掌握
2. 承銷商及會計師跨境查核困難
3. 若發行公司出問題，跨海求償不易
4. 資訊揭露過於簡略
5. 募資後，匯出海外金額龐大

## 外部連結
- （繁體中文）公開資訊觀測站－臺灣存託憑證專區 （页面存档备份，存于）
- （繁體中文）投資在臺掛牌外國有價證券風險須知 （页面存档备份，存于）
- （繁體中文）《商業周刊》，1151 期——〈投資 TDR 必懂的 21 問〉[]
- （繁體中文）《財訊雙週刊》，373期——為何ＴＤＲ成散戶坑殺機？[永久]